# Вентура, Андре
Андре́ Кларо́ Амара́л Венту́ра (порт. André Claro Amaral Ventura) — португальский политик правого толка, юрист, основатель и лидер национал-популистской партии Шига. Известен выступлениями «праворадикального» и «антисистемого» характера. На парламентских выборах в 2019 году избран депутатом Ассамблеи Республики. На президентских выборах 2021 года занял третье место; привёл партию к крупным успехам на парламентских выборах 2022 года и на досрочных выборах 2024 года.

## Юрист и тележурналист
Родился 15 января 1983 года в Синтре в семье торговца и госслужащей. С детства Андре Вентура тянулся к католической религии, хотя его родители были нерелигиозны и даже не крестили сына. Андре крестился в 14 лет по собственной инициативе.
Состоял в кружке подростков-католиков. Поступил на учёбу в семинарию, собирался стать священником и обновить португальскую католическую церковь. Однако ушёл из семинарии, столкнувшись с «неприятием дискуссий». Кроме того, юношеская влюблённость в соседку по общежитию была несовместима с целибатом.
Андре Вентура поступил в Новый Лиссабонский университет, окончил юридический факультет. Работал учителем, служил в налоговой полиции. В 2013 году защитил диссертацию по публичному праву в Ирландском национальном университете в Корке. Особое внимание уделял проблематике уголовной преступности, предлагал жёсткие меры подавления, расширение полномочий полиции. Имеет звание профессора права.
Преподаёт право в Новом Лиссабонском университете и Автономном университете Лиссабона. Работает спортивным и криминальным комментатором популярного телеканала CMTV. Является видным деятелем футбольной общественности, тесно связан с ФК Бенфика.

## Крайне правый политик
С ранней юности Андре Вентура активно увлекался политикой. Всегда придерживался правых националистических взглядов. Является убеждённым антикоммунистом, непримиримым противником марксизма и леволиберальной политкорректности. Позиционируется как консерватор в культуре и либерал в экономике.
В 2001 году Андре Вентура вступил в Социал-демократическую партию (СДП) — несмотря на название, главную силу правоцентристского и правого лагеря на тот момент. Ориентировался на таких политиков, как Педру Сантана Лопеш и Луиш Монтенегру. Позиция и публичные выступления профессора Вентуры нередко выходили за рамки правоцентризма СДП.
Вентура жёстко высказывался против мусульманской иммиграции в страны Евросоюза. Особенный резонанс приобрело его выступление после теракта в Ницце в июле 2016 года. Политический скандал вызвали его выступления 2017 году относительно цыганской общины Португалии — в которой Вентура усматривал источник уголовной преступности и социального паразитизма. Лидер португальского Союза рома Жозе Фернандеш сравнил Вентуру с Гитлером. Представители Левого блока подали на Вентуру в суд за разжигание ксенофобии и расовой ненависти. Однако опытный юрист Вентура сумел обосновать в суде законность своих высказываний: он пояснил, что имел в виду сложности социальной адаптации общины рома в Португалии.
Впоследствии Вентура утверждал, будто его высказывания были неправильно истолкованы и категорически отмежёвывался от поддержки ультраправых, но это не влияло на общественное восприятие. Лидер Партии национального обновления (ПНО) Жозе Пинту Коэлью отмечал, что в своих выступлениях Вентура присваивает тезисы из программы ПНО. Между Вентурой и Коэлью завязалась резкая полемика. При негативном личном восприятии Коэлью признаёт Вентуру своим политическим единомышленником.
Жёсткость Андре Вентуры в вопрос безопасности и правопорядка в значительной степени связана с его личным опытом. Несколько раз он подвергался ограблениям (по его словам, преступниками были румыны), нападениям и избиениям со стороны цыган. В то же время он подчёркивает, что имеет дружеские связи с представителями различных рас и национальностей, особенно ангольцами и кабовердианцами.
Идеологически и политически Вентура позиционировался как «правоцентрист, который не боится быть правым». Категорически отвергал обвинения в расизме. Свои ксенофобские высказывания антиисламского и антицыганского характера обосновывал социальной позицией — возражением против государственного субсидирования «меньшинств, не желающих работать».
Вентура пропагандирует националистические акценты в политике, культурный консерватизм (запрет абортов, официальное непризнание — хотя без запрета и преследования — однополых браков, недопущение сексуального воспитания в школах, пропаганду традиционных семейно-католических ценностей) и экономический либерализм (максимальная опора на частный бизнес во всех областях хозяйства, урезание бюджетных расходов, отказ от государственного регулирования экономики и социальной сферы). Выступает за реформу португальской Конституции, изъятие из неё положений, «навязанных марксистами путём военного давления» в середине 1970-х. Оппоненты ставили Андре Вентуру в один ряд с такими политиками, как Жаир Болсонару, Дональд Трамп, Марин Ле Пен, Герт Вилдерс, Виктор Орбан. При этом сам Вентура о Трампе отзывается скорее негативно. С наибольшей симпатией он высказывается о бывшем премьер-министре Испании, лидере испанской Народной партии Мариано Рахое.
В мае 2017 года баллотировался от СДП в муниципальную палату Лореша. Главным пунктом его программы было неясно на чём основанное обещание создать 10 тысяч новых рабочих мест. Именно тогда последовали его антицыганские заявления, спровоцировавшие крупный скандал. Он не смог одержать победу над левыми — Соцпартией (СП) и КДЕ — однако впервые за длительное время СДП набрала свыше 20 % голосов. Это было воспринято как личный успех Вентуры.
Во внутрипартийных раскладах СДП Андре Вентура ориентировался на правых лидеров Педру Сантана Лопеша и Луиша Монтенегру. Резко негативно отнёсся к избранию левоцентриста Руя Риу. Осенью 2018 года Вентура с группой крайне правых единомышленников вышел из СДП и приступил к учреждению своей партии.

## Лидер партии Chega
Новая крайне правая партия получила название Chega (Хватит!). 9 апреля 2019 года Chega была официально зарегистрирована. На первом съезде в июне 2019 председателем (президентом) партии почти единогласно избран Андре Вентура. Идеология и программа Chega совпадают с взглядами и позициями лидера.
Партия стоит на позициях национал-консерватизма, правого популизма, антимарксизма, антикоммунизма и либертарианства. Призывает к жёсткой борьбе с чиновной и депутатской коррупцией. Андре Вентура выступает с антисистемными лозунгами перехода к новой «четвёртой республике». По португальским меркам партия Chega квалифицируется как ультраправая.
Партийные мероприятия Вентура предпочитает проводить в формате уличного общения, расширенных семейных вечеринок. Демонстрирует свою приверженность национальным традициям, уважение к подвигам предков. Участвует в церемониальных мероприятиях исторической памяти, траура по погибшим в Первой мировой войне. Его политический стиль во всём, вплоть до семейного дресс-кода, ориентирован на социальную базу Chega — состоятельных представителей среднего класса, буржуазии и националистической интеллигенции, недовольных высокими налогами, «неконтролируемой» иммиграцией, бюрократическим вмешательством в экономику и социальную жизнь, распространением культур-марксизма.
Под руководством Андре Вентуры Chega участвовала в 2019 году в двух избирательных кампаниях. На майских выборах в Европарламент партия выступала в коалиции BASTA! с монархистами и христианскими демократами. За коалицию проголосовали 49496 избирателей — 1,49 %, это не позволило провести ни одного депутата.
На парламентских выборах 2019 года Chega выступала самостоятельным списком, во главе которого стоял Андре Вентура. За партию проголосовали 66442 избирателя — 1,3 %. Андре Вентура был избран депутатом Ассамблее Республики. Это воспринято как несомненный успех. По оценке обозревателей, Андре Вентура стал «первым крайне правым депутатом в Португалии после 1974 года».
Андре Вентура объявил о намерении в 2021 году баллотироваться в президенты Португалии. Выступление выдерживалось в тональности вызова действующему главе государства Марселу Ребелу де Соуза. Первая предвыборная поездка была предпринята в Порталегри, где обозначилась наибольшая в процентном отношении электоральная поддержка Chega. При этом Вентура предупредил, что если он наберёт менее 15 % голосов и не пройдёт во второй тур, то оставит партийное лидерство.
Андре Вентура жёстко критиковал леволиберального кандидата Тьяго Майана Гонсалвеша. 8 января 2021 года он провёл совместную пресс-конференцию с Марин Ле Пен, выступив за европейскую идентичность и консервативные ценности, против неконтролируемой иммиграции.
На президентских выборах 24 января 2021 года Андре Вентура занял третье место из семи кандидатов — после действующего президента Ребелу де Соуза и представительницы Португальской соцпартии (СП) Аны Гомеш. За него проголосовали почти 12 % избирателей, всего на 1 % меньше чем за Гомеш. Это было расценено как крупный успех Вентуры и его партии. Сам Вентура заявил о «сокрушении крайне левых». Выполняя данное ранее обещание, он объявил об отставке с партийного поста. Однако партия, как прогнозировалось заранее, не приняла отставку харизматичного лидера.
Предвыборную кампанию в начале 2022 года Андре Вентура вёл в своём обычном атакующем стиле на грани эпатажа. Главной задачей он ставил нанести поражение левым. На дебатах с Вентурой лидер Левого блока Катарина Мартинш процитировала высказывание Папы Римского Франциска I о социальной справедливости — последовал обескураживающий вопрос: «Вы стали католичкой?»
Парламентские выборы 30 января 2022 года принесли крупный успех партии Вентуры. За Chega проголосовали 385 559 избирателей — 7,15 %, партия получила 12 мандатов и сформировала третью по численности фракцию (после СП и СДП). Андре Вентура отметил успех празднованием «великой ночи» и обещал жёсткое противостояние правящим социалистам — вместо прежней мягкой оппозиции СДП.
Ещё большего успеха партия Вентуры добилась на досрочных выборах 10 марта 2024: более 1,1 миллиона голосов, свыше 18 %, 48 мандатов. Вентура закрепился во главе третьей политической силы страны с очевидным влиянием на формирование правительства и в качестве одного из лидеров европейских крайне правых сил.

## Личность и частная жизнь
Андре Вентура женат, подчёркивает верность католическим семейным ценностям. Дина Вентура активно участвует в политической деятельности мужа. Для Вентуры характерны пафосные обращения к жене на публичных собраниях («Встань, женщина Дина!»). При этом Андре Вентура известен близкими дружескими отношениями с известным португальским психологом Терезой Паулой Маркеш. Он публично выражал ей благодарность за поддержку в период «травли после выступления о цыганах».
Люди, знающие Андре Вентуру, отмечают такие его черты, как основательность, целеустремлённость, безразличие к сторонним критическим оценкам и умение убеждать — не только аргументацией, но и имиджем. Политическую поддержку привлекает чёткость его позиции, в которой отсутствует оглядка на стереотипы и авторитеты.
Бывший начальник партийной службы охраны и безопасности Chega Самуэл Мартинш, отстранённый Вентурой в ходе фракционной борьбы, указывает на опасные авторитарные черты. По его словам, Вентура окружает себя «людьми слепой веры», целенаправленно привлекает в партию отставных военных и спецназовцев и в случае прихода к власти способен установить диктатуру.